# Korridorvasút

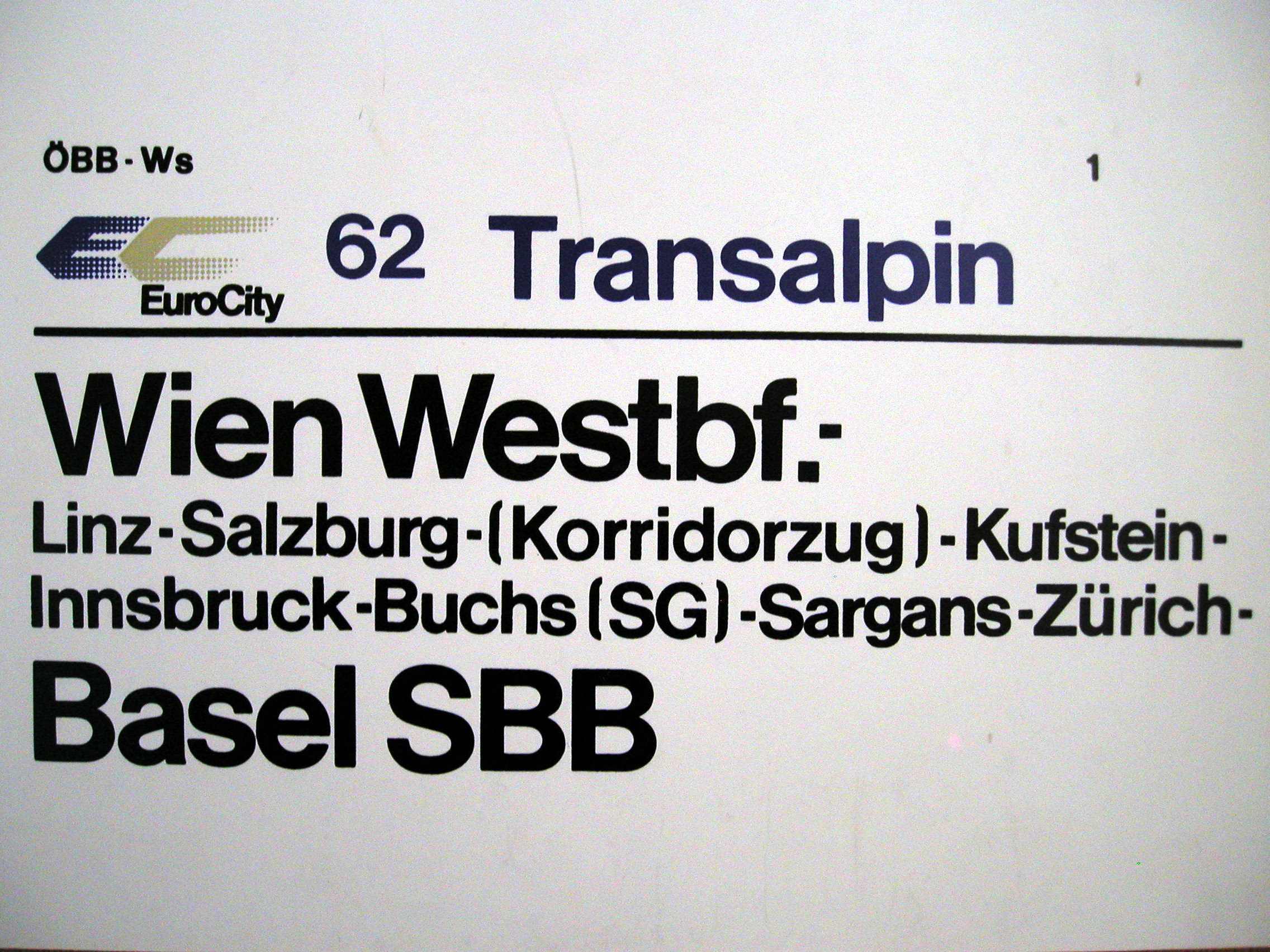
A Transalpin EuroCity (korridorvonat), amikor még Ausztria nem volt az EU tagja

A korridorvasút az olyan vasútvonal, amely pályájának egy része idegen állam(ok) területén halad keresztül, hogy célállomását a honos államban elérje.
A vasúti szerelvényekre az érintett államok államközi viszonyainak megfelelően nagyon különböző feltételek vonatkozhatnak. A korridorvasút szerelvényei általában nem állnak meg a tranzitország területén, a le- és felszállás a vonatra általában tilos. (Ez alól azonban többfelé is volt és van kivétel, pl. éppen a Sopron–Kőszeg-vasútvonalon.) Gyakori az is, hogy a vasúti kocsikat lezárják, esetleg leplombázzák.
Európában régebben, de a második világháborút követően is sok helyen léteztek, léteznek ilyen korridorvasutak. Például Bécsből Burgenland falvaiba Sopronon keresztül, Salzburg és Kufstein között német területen át (Rosenheimer Schleife).
Napjaink legjelentősebb korridorvasútja a Litvánián át Fehéroroszországot Oroszország Kalinyingrádi területével összekötő korridor vasút.
Magyarországon két korridorvonal található, osztrák–magyar és magyar–szlovák határátmeneteken:
- Az ÖBB Sopronkeresztúr és Bécsújhely/Bécs között közlekedő vonatai Sopron állomáson megállva közlekednek a Sopron–Kőszeg-vasútvonalon. A vonatok osztrák munkarend szerint és osztrák belföldi díjszabás szerint közlekednek. Díjszabási szempontból így Sopron ma is egyszerre minősül magyar és osztrák belföldi állomásnak, az osztrák Verkehrsverbund Ostregion az erre vonatkozó megállapodás alapján Sopront tekinti a régiós határnak, így a soproni nemzetközi pénztárban Ausztria irányába osztrák belföldi jegyet adnak. A schengeni egyezmény hatályba lépése előtt az ÖBB vonatait csak a határellenőrzést követően, az e célra kialakított helyiségen keresztül lehetett megközelíteni.
- A Losonc és Nagykürtös között közlekedő szlovák tehervonatok Ipolytarnóctól Nógrádszakálig Magyarország területén haladnak át, mivel a nagykürtösi vonalnak nincs közvetlen összeköttetése a szlovák hálózattal.